# 描述法 (集合论)
描述法是集合论（或者类的理论）中表示集合（或类）的一种方法。
在一般情况下，只要给出一个关于元素的性质，就能依该性质构造出一个集合（或类），因此我们可以用描述该性质的方法来表示相应的集合（或类）。如用{x|x≥1.2}表示不小于1.2的全体实数，等等。
在描述法中，对于客观问题，我们可以直接将性质描述在花括号中，这种方法称为“直接描述法”；对于数学问题，我们通常先用一个字母（或其元素的一般形式）代表其元素的“通项”，然后用数学表达式给出通项应满足的条件，这种方法称为“通项描述法”，“|”是通项描述法的特征符号。
通常的描述法格式是{x|P(x)}，它表示在论域内满足性质P的所有元素组成的集合（或类）。有时必须显式地给出全集（或论域），如{x|x>1且x∈N}表示大于1的全体自然数，这时的描述法格式为{x|P(x)，x∈Ω}或{x∈Ω|P(x)}。
因描述法的本质是给出了类的内涵，因此又称为内涵法。